# Gura Sărății, Buzău
Gura Sărății este un sat în comuna Merei din județul Buzău, Muntenia, România. Se află în apropierea dealurilor Istriței, în vestul județului.